# Tagesoidea nigrofasciata
Tagesoidea nigrofasciata är en insektsart som beskrevs av Ludwig Redtenbacher 1908. Tagesoidea nigrofasciata ingår i släktet Tagesoidea och familjen Diapheromeridae. Inga underarter finns listade i Catalogue of Life.